# Trinidad och Tobagos herrlandslag i fotboll
Trinidad och Tobagos herrlandslag i fotboll startades till Martinez Shield 1923, där man i första matchen spelade oavgjort mot Demerara.

## Historik
Trinidad och Tobagos fotbollsförbund bildades 1908 och är medlem av Fifa och Concacaf, liksom det regionala förbundet CFU.
Lagets största framgång var deltagandet i VM i Tyskland 2006. Trinidad och Tobago är det mest framgångsrika karibiska landslaget med åtta titlar i det Karibiska mästerskapet.

### VM
- 1930 - Deltog ej
- 1934 - Deltog ej
- 1938 - Deltog ej
- 1950 - Deltog ej
- 1954 - Deltog ej
- 1958 - Deltog ej
- 1962 - Deltog ej
- 1966 - Kvalade inte in
- 1970 - Kvalade inte in
- 1974 - Kvalade inte in
- 1978 - Kvalade inte in
- 1982 - Kvalade inte in, men var nära
- 1986 - Kvalade inte in
- 1990 - Kvalade inte in
- 1994 - Kvalade inte in
- 1998 - Kvalade inte in
- 2002 - Kvalade inte in
- 2006 - Första omgången
- 2010 - Kvalade inte in
- 2014 - Kvalade inte in
- 2018 - Kvalade inte in

Trinidad och Tobago var nära att kvalificera sig till VM i Italien 1990 men föll mot USA i sista omgångens sista match hemma med 0-1. USA tog därmed platsen med två poäng före Trinidad och Tobago.
Trinidad och Tobago kvalificerade sig till slutspelet 2006 som fjärde lag efter Mexiko, USA och Costa Rica. I playoff mot AFC:s representant slog man ut Bahrain efter 1-1 och 1-0.

### VM 2006
I slutspelet i Tyskland blev facit en oavgjord match och två förluster; mot Sverige (0-0), England (0-2), Paraguay (0-2) och laget slutade sist i gruppen utan att göra något mål i turneringen.

### CONCACAF mästerskap
- 1941 - till 1961 - Deltog ej
- 1963 - Deltog ej
- 1965 - Deltog ej
- 1967 - 4:e plats
- 1969 - 5:e plats
- 1971 - 5:e plats
- 1973 - 2:a plats
- 1977 - Kvalade inte in
- 1981 - Kvalade inte in
- 1985 - Första omgången
- 1989 - 3:e plats
- 1991 - Första omgången
- 1993 - Kvalade inte in
- 1996 - Första omgången
- 1998 - Första omgången
- 2000 - Semifinal
- 2002 - Första omgången
- 2003 - Kvalade inte in
- 2005 - Första omgången
- 2007 - Första omgången
- 2009 - Kvalade inte in
- 2011 - Kvalade inte in
- 2013 - Kvartsfinal
- 2015 - Kvalat in, ej spelad

### Karibiska mästerskapet
- 1989 - 1:a plats
- 1990 - Final
- 1991 - 2:a plats
- 1992 - 1:a plats
- 1993 - 3:e plats
- 1994 - 1:a plats
- 1995 - 1:a plats
- 1996 - 1:a plats
- 1997 - 1:a plats
- 1998 - 2:a plats
- 1999 - 1:a plats
- 2001 - 1:a plats
- 2005 - 3:e plats
- 2007 - 2:a plats
- 2008 - Första omgången
- 2010 - Första omgången
- 2012 - 2:a plats
- 2014 - 2:a plats

Trinidad och Tobago har hittills vunnit åtta gånger; 1989, 1992, 1994, 1995, 1996, 1997, 1999, 2001.
Trinidad och Tobago vann även CFU-mästerskapet 1981. Turneringen var föregångaren till nuvarande Karibiska mästerskapet.

## Kända spelare
- Marvin Andrews
- Christopher Birchall
- Angus Eve
- Cornell Glen
- Shaka Hislop
- Avery John
- Stern John
- Kenwyne Jones
- Russell Latapy
- Brent Sancho
- Dwight Yorke

## Möten med Sverige
Trinidad och Tobago har mött Sverige vid två tillfällen i historien. En tävlingsmatch, VM 2006 samt en vänskapsmatch 1983.
- 10 juni 2006, Trinidad och Tobago - Sverige 0-0, VM 2006
- 16 november 1983, Trinidad och Tobago - Sverige 0-5, Landskamp

## Spelarrekord
| Rankning | Spelare          | Matcher | Mål | År        |
| -------- | ---------------- | ------- | --- | --------- |
| 1        | Angus Eve        | 117     | 34  | 1994–2005 |
| 2        | Stern John       | 115     | 70  | 1995–2011 |
| 3        | Marvin Andrews   | 102     | 10  | 1996–2009 |
| 4        | Densill Theobald | 99      | 2   | 2002–     |
| 5        | Dennis Lawrence  | 89      | 5   | 2000–2010 |
| 6        | Carlos Edwards   | 88      | 4   | 1999–     |
| 7        | Russell Latapy   | 78      | 29  | 1988–2009 |
| 8        | Clayton Ince     | 79      | 0   | 1997–2010 |
| 9        | Dwight Yorke     | 74      | 19  | 1989–2009 |
| 10       | Arnold Dwarika   | 73      | 28  | 1993–2008 |

| Rankning | Spelare         | Matcher | Mål | År        |
| -------- | --------------- | ------- | --- | --------- |
| 1        | Stern John      | 115     | 70  | 1995–2011 |
| 2        | Angus Eve       | 117     | 34  | 1994–2005 |
| 3        | Russell Latapy  | 81      | 29  | 1988–2009 |
| 4        | Arnold Dwarika  | 73      | 28  | 1993–2008 |
| 5        | Cornell Glen    | 62      | 23  | 2002–     |
| 6        | Leonson Lewis   | 36      | 22  | 1988–1996 |
| 6        | Nigel Pierre    | 56      | 22  | 1999–2005 |
| 8        | Dwight Yorke    | 74      | 19  | 1989–2009 |
| 9        | Devorn Jorsling | 37      | 17  | 2007–     |
| 10       | Steve David     | 16      | 15  | 1972–1976 |

## Tränare
| Namn                   | Från             | Till            |
| ---------------------- | ---------------- | --------------- |
| Stephen Hart           | 19 juni 2013     | Nuvarande       |
| Jamaal Shabazz         | 27 november 2012 | 19 juni 2013    |
| Hutson Charles         | 1 januari 2012   | 19 juni 2013    |
| Otto Pfister           | 12 april 2011    | 1 januari 2012  |
| Russell Latapy         | 8 april 2009     | 12 april 2011   |
| Francisco Maturana     | 4 januari 2008   | 8 april 2009    |
| Wim Rijsbergen         | 11 juli 2006     | 4 december 2007 |
| Leo Beenhakker         | 31 mars 2005     | 20 juni 2006    |
| Bertille St. Clair     | 16 januari 2004  | 31 mars 2005    |
| Stuart Charles Fevrier | 15 maj 2003      | 16 januari 2004 |
| Zoran Vranes           | 2 april 2003     | 14 maj 2003     |
| Hannibal Najjar        | 23 oktober 2002  | 1 april 2003    |
| Rene Simoes            | juni 2001        | maj 2002        |
| Ian Porterfield        | 1 mars 2000      | 25 juni 2001    |
| Bertille St. Clair     | maj 1997         | mars 2000       |

Andra tidigare tränare:
- Anton Corneal
- Everald Cummings
- Ronald La Forest
- Edgar Vidale (1976)
- Zoran Vraneš
- Roderick Warner
- Jan Zwartkruis